# Ectropothecium sublaticuspis
Ectropothecium sublaticuspis är en bladmossart som beskrevs av Hugh Neville Dixon 1935. Ectropothecium sublaticuspis ingår i släktet Ectropothecium och familjen Hypnaceae. Inga underarter finns listade i Catalogue of Life.